# Décennie 1260 en architecture
| Années de l'architecture : 1257 - 1258 - 1259 - 1260 - 1261 - 1262 - 1263    |
| Décennies de l'architecture : 1230 - 1240 - 1250 - 1260 - 1270 - 1280 - 1290 |

Cet article présente les faits marquants de la décennie 1260 en architecture.

## Événements
- 24 octobre 1260 : consécration de la cathédrale Notre-Dame de Chartres[1].
- 11 septembre 1261 : la construction de la Halle de Haakon, Håkonshallen, résidence du roi de Norvège à Bergen, est achevée, comme l'atteste la célébration du mariage du futur roi Magnus Håkonsson et de la princesse danoise Ingeborg Eriksdotter[2].

- 25 avril 1263 : consécration de la cathédrale Saint-Étienne de Vienne[3].

## Réalisations
- 1258-1279 : construction de la médersa Ince Minareli à Konya[4].
- 1260 : Nicola Pisano achève le baptistère de Pise et sculpte la chaire de la cathédrale de Sienne (1265-1268)[5].
- 1261 : début de la reconstruction de l'église San Francesco de Pise ; Giovanni di Simone en dirige le chantier à partir de 1264[6].
- 1262 : début de la construction de la basilique Saint-Urbain de Troyes, de style gothique rayonnant, sur ordre du pape Urbain IV[7].
- 1264 : la coupole de la cathédrale de Sienne est terminée[8].
- 1267-1285 : construction de la capitale de l'empire mongol, Khanbaliq ou Dadu au Nord-Ouest de Pékin[9].
- 1269 : achèvement de la cathédrale Notre-Dame d'Amiens[10].

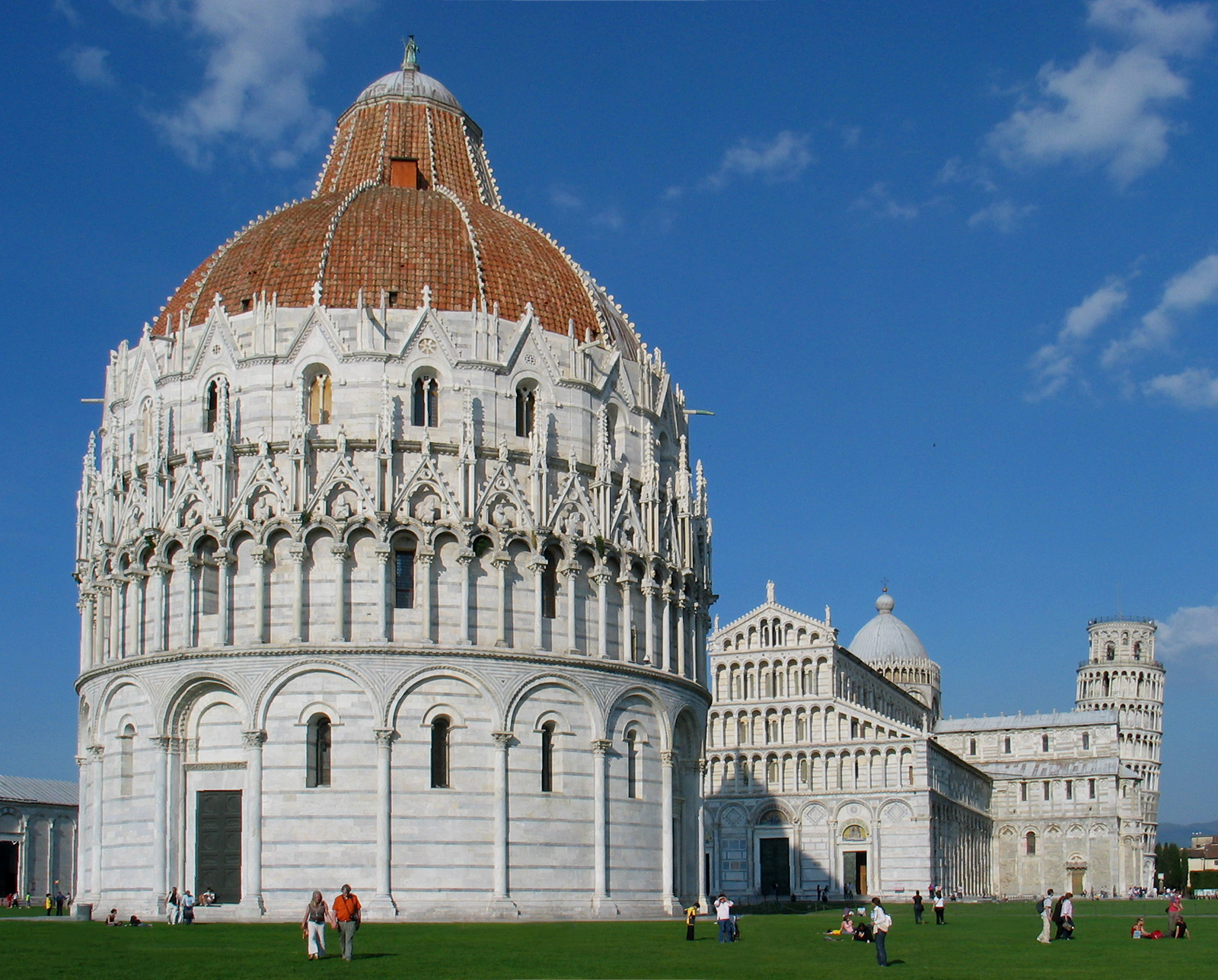
Baptistère de Pise
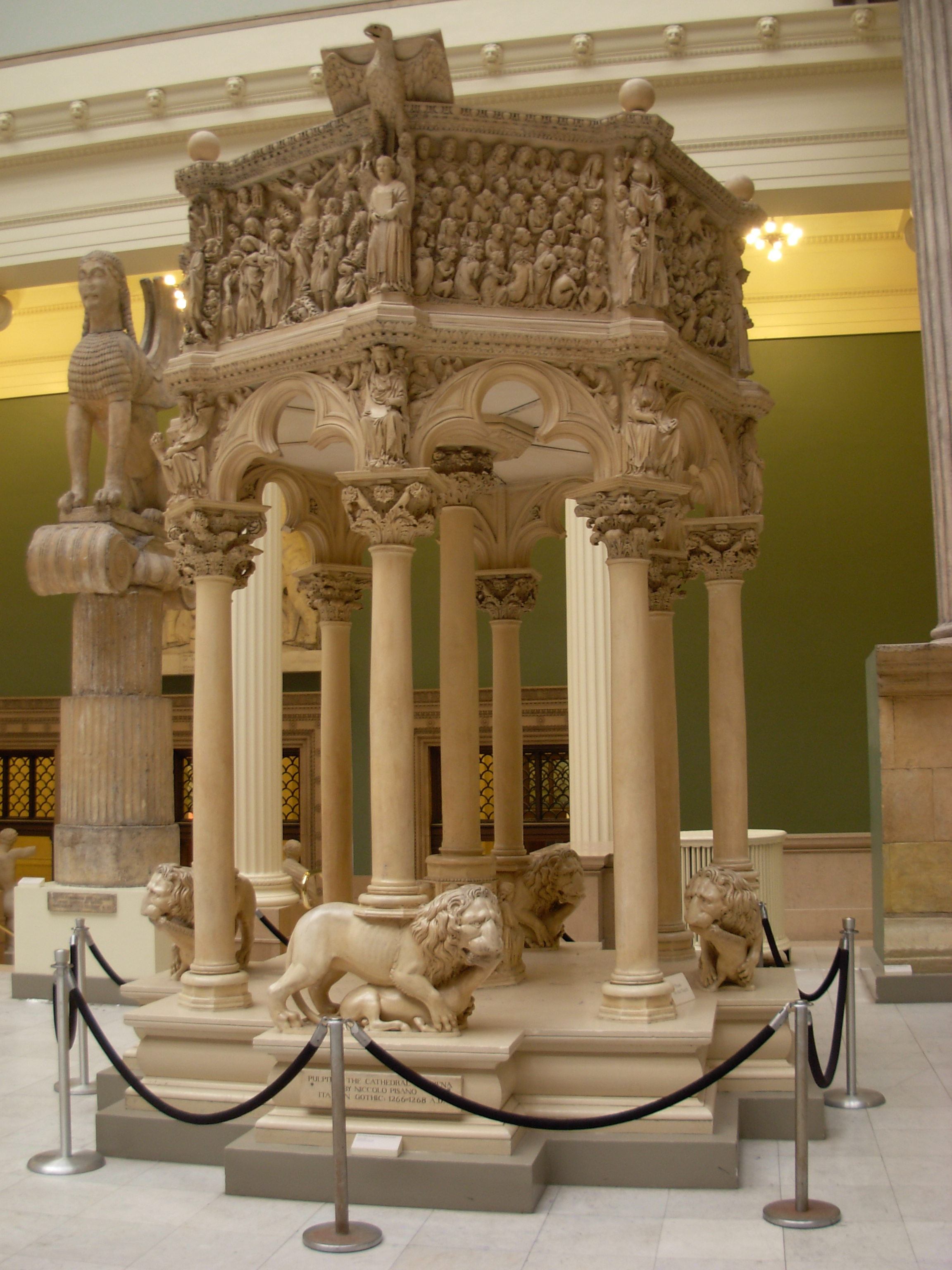
chaire de la cathédrale de Sienne
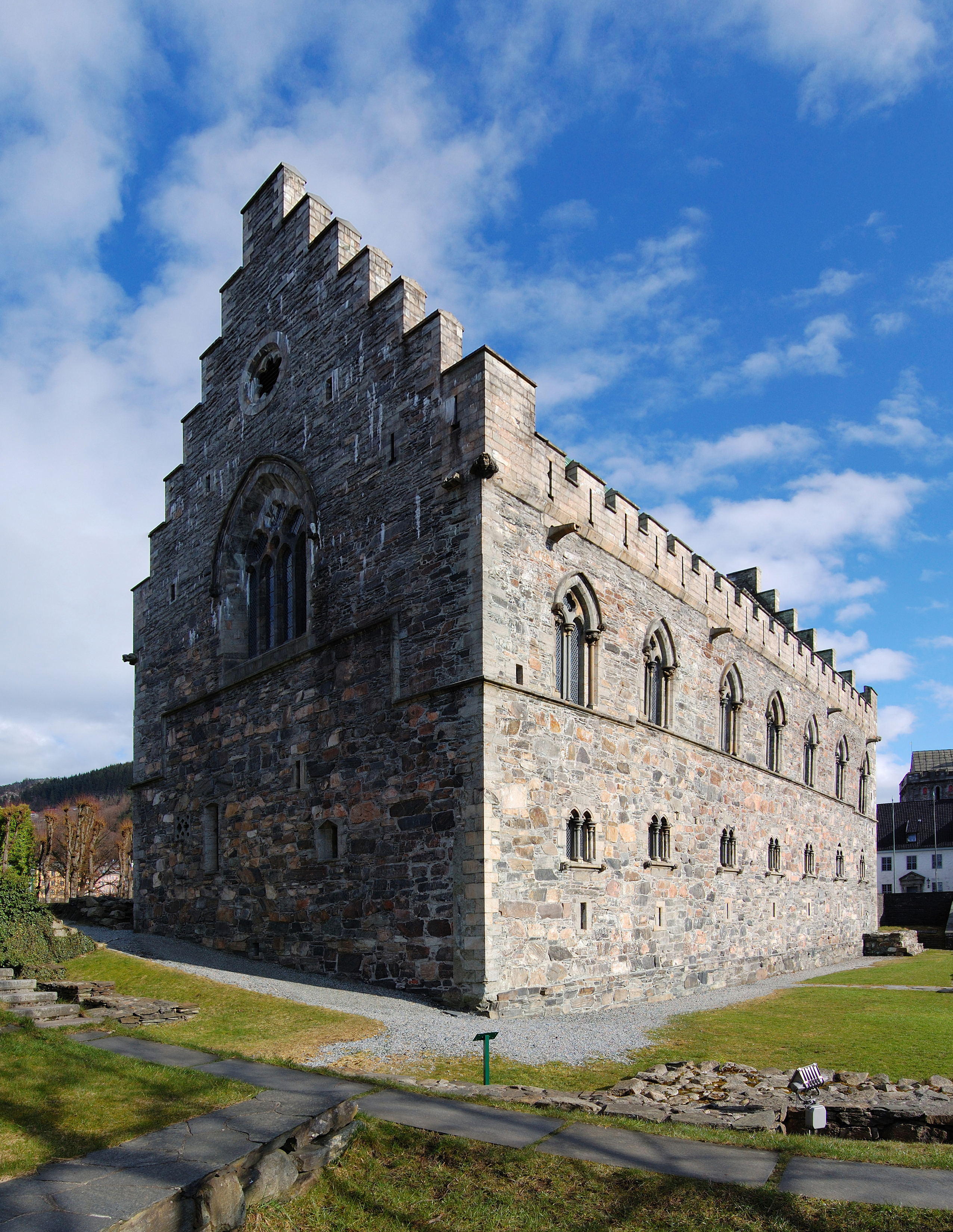
Håkonshallen
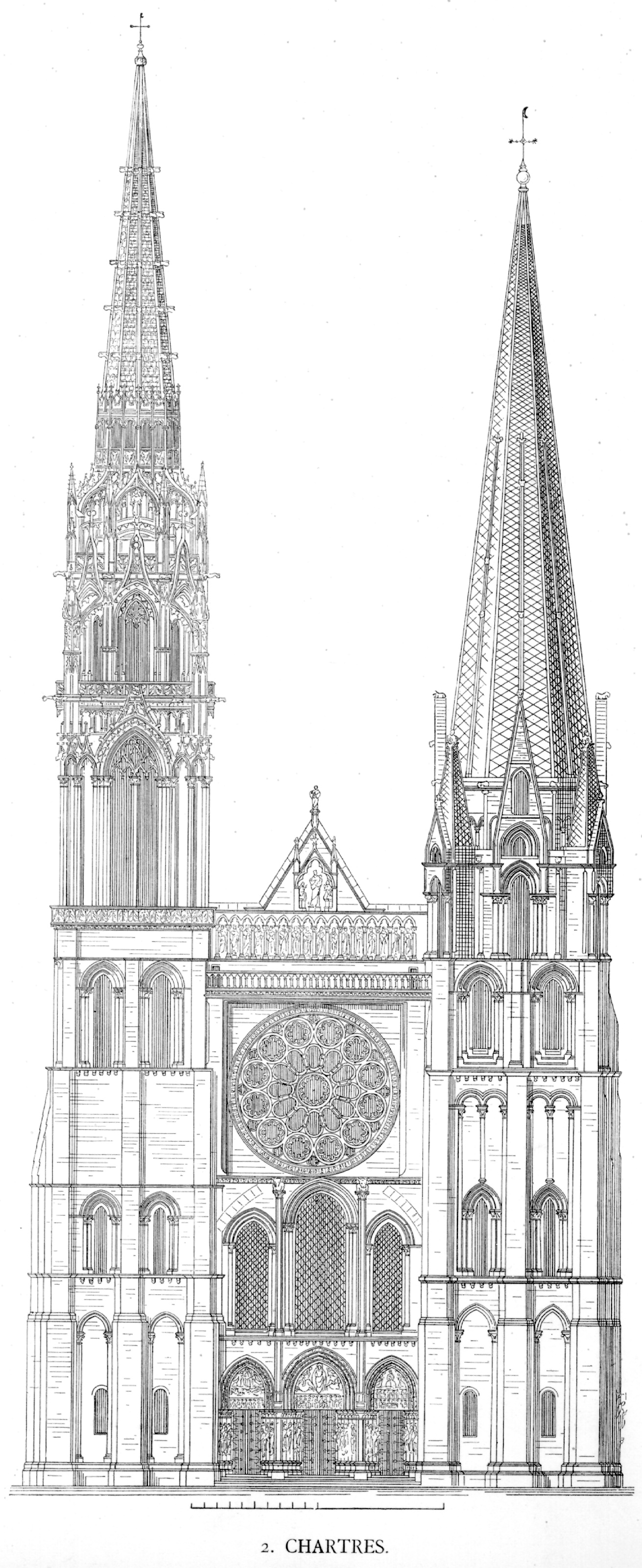
Cathédrale Notre-Dame de Chartres
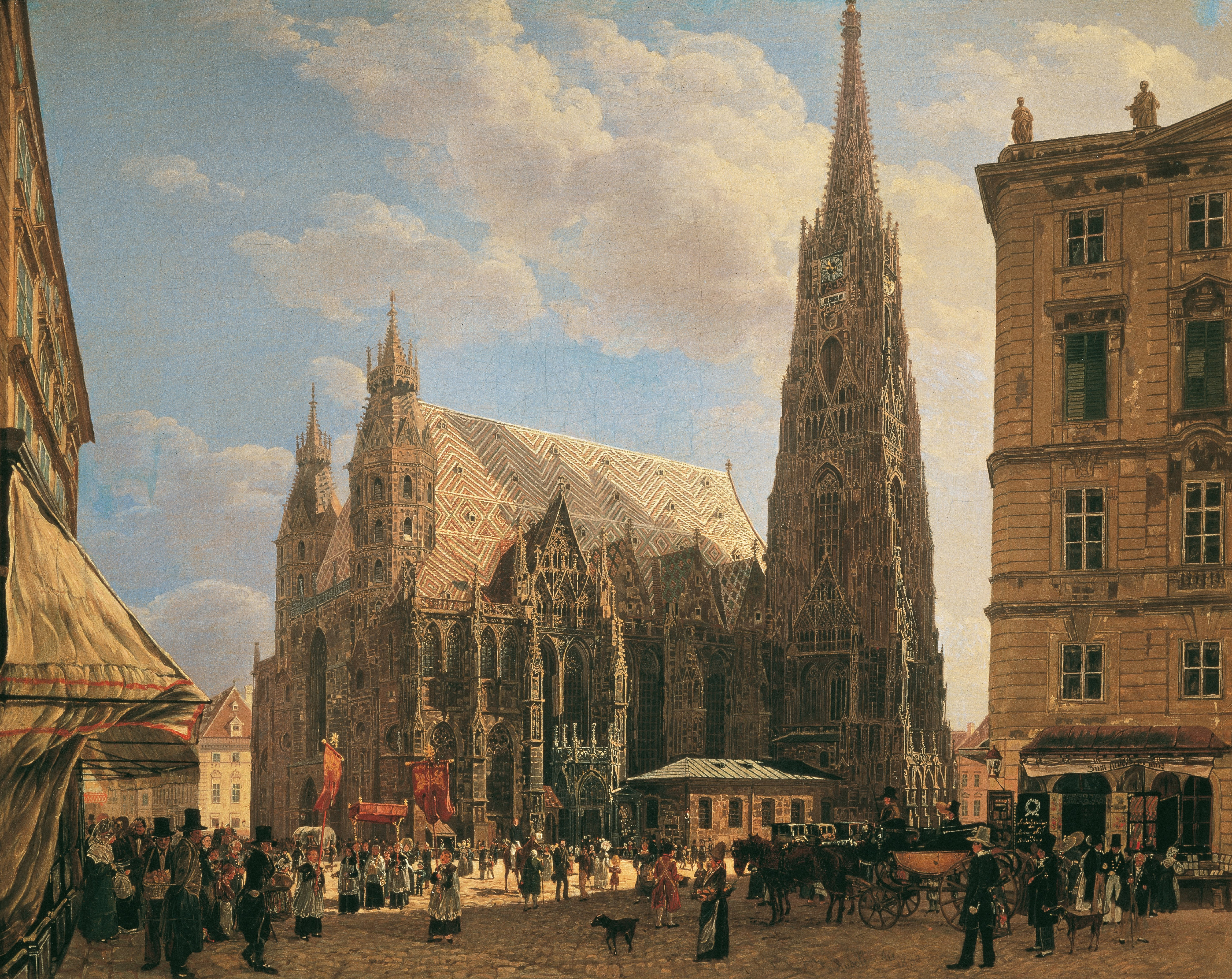
Cathédrale Saint-Étienne de Vienne
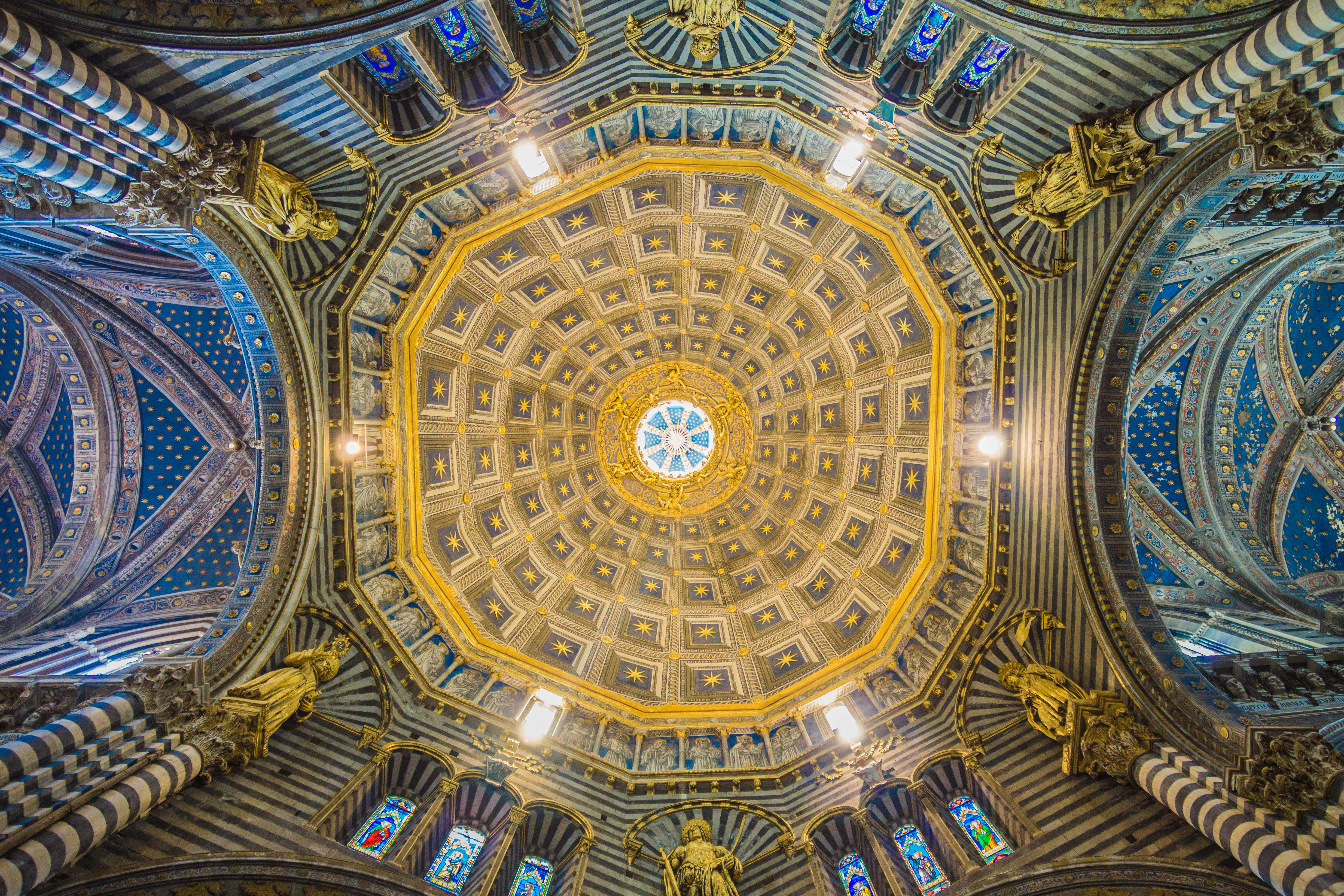
coupole de la cathédrale de Sienne
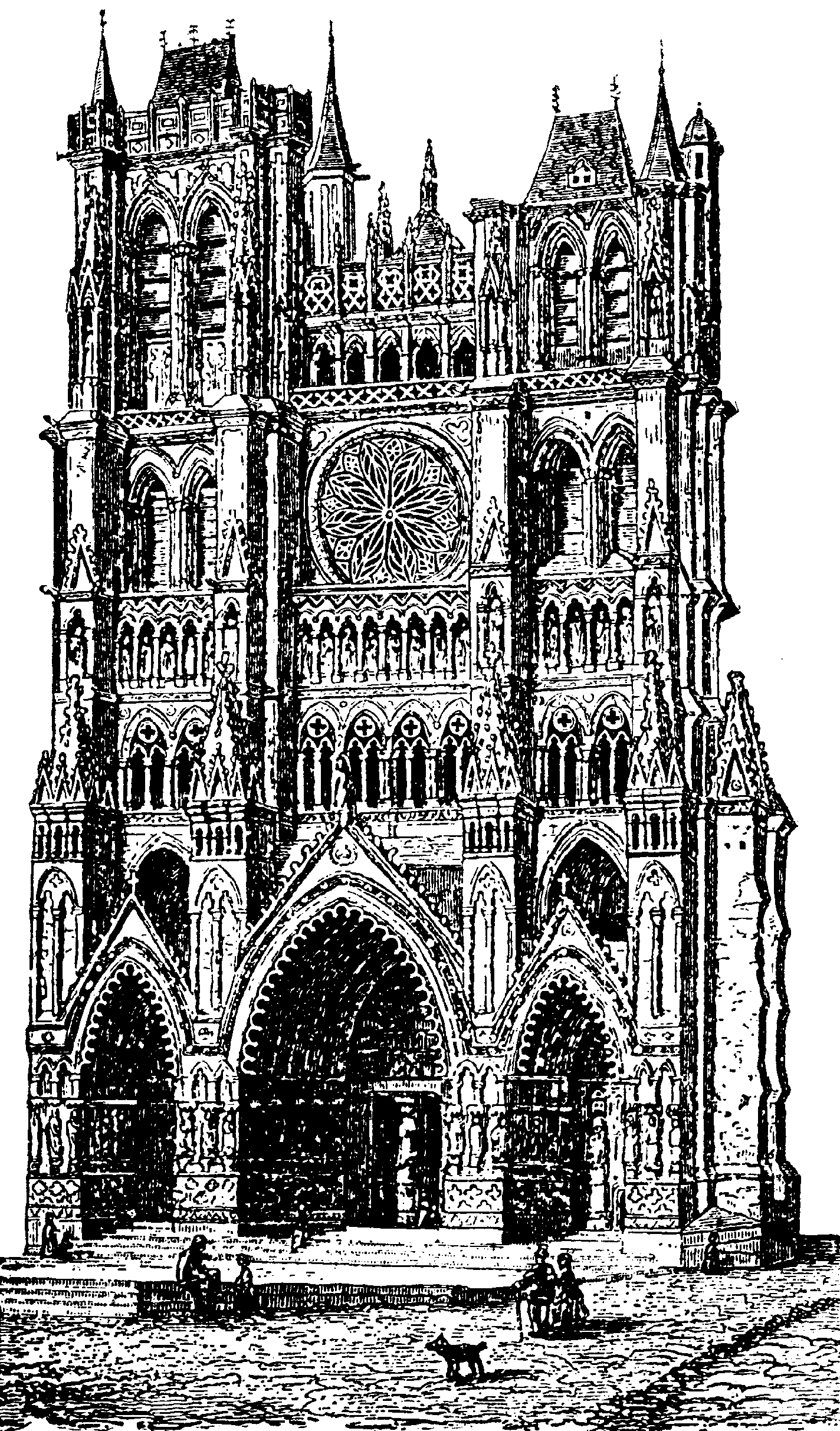
cathédrale Notre-Dame d'Amiens
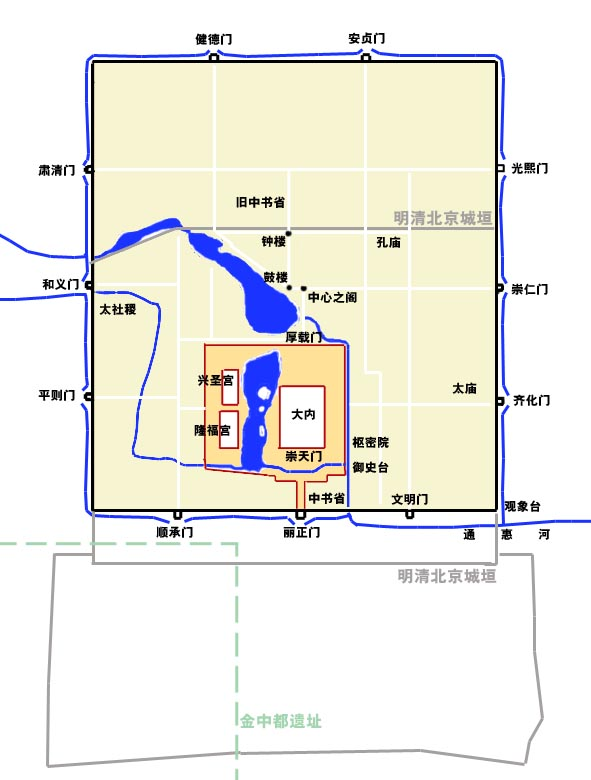
Plan de Dadu, capitale de l'empire mongol

## Naissances
- 1267 : Giotto di Bondone († 8 janvier 1337)

## Décès
- x